# Celtic Cup
La Celtic Cup es una competición anual semiprofesional de rugby que agrupa a los clubes galeses e irlandeses del Pro14.

## Historia
Los clubes de Irlanda desde 2009 y 2018, participaron en la extinta British and Irish Cup, competición que fue cesada debido al retiro de los clubes ingleses de la competencia, quienes formaron la nueva RFU Championship Cup.
El torneo fue fundado en 2018, agrupando los clubes galeses e irlandeses del Pro14, como competencia de desarrollo para los clubes profesionales de dicha competencia.

## Equipos
|  | Irlanda - Connacht Eagles - Leinster A - Munster A - Ulster Ravens | Gales - Cardiff Blues A - Dragons U23 - Ospreys Development - Scarlets A |  |

## Campeones y finalistas
| Año     | Campeón    | Resultado | Subcampeón |
| ------- | ---------- | --------- | ---------- |
| 2018–19 | Leinster A | 15 – 8    | Scarlets A |
| 2019–20 | Leinster A | 31 – 10   | Ulster A   |